# Anna Jurkowska-Zeidler
Anna Maria Jurkowska-Zeidler (ur. 1973) – polska prawniczka, dr hab. nauk prawnych, profesor uczelni Katedry Prawa Finansowego Wydziału Prawa i Administracji Uniwersytetu Gdańskiego. W kadencji 2020–2024 i 2024–2028 prorektor Uniwersytetu Gdańskiego. 

## Życiorys
10 maja 1999 obroniła pracę doktorską Liberalizacja prawa bankowego jako przesłanka konkurencyjności banków zagranicznych w Polsce, 15 grudnia 2008 habilitowała się na podstawie pracy zatytułowanej Bezpieczeństwo rynku finansowego w świetle prawa Unii Europejskiej. Otrzymała nominację profesorską. Pracowała w Szkole Wyższej im. Pawła Włodkowica.
Piastuje stanowisko profesora uczelni w Katedrze Prawa Finansowego na Wydziale Prawa i Administracji Uniwersytetu Gdańskiego. W listopadzie 2020 została powołana na stanowisko prorektora UG. 
W 2025 roku została powołana do krajowego zespołu ds. strategii umiędzynarodowienia polskiego szkolnictwa wyższego i nauki  . 